# The Chains of an Oath
The Chains of an Oath è un cortometraggio muto del 1913 diretto da William Humphrey. Il nome del regista appare anche tra gli interpreti che sono Earle Williams, Edith Storey, Kate Price e William Shea.

## Produzione
Il film fu prodotto dalla Vitagraph Company of America.

## Distribuzione
Distribuito dalla General Film Company, il film - un cortometraggio in due bobine - uscì nelle sale cinematografiche statunitensi il 14 febbraio 1913.